# Западня Венеры
«Западня Венеры» (нем. Die Venusfalle) — немецкий кинофильм. Не рекомендуется зрителям младше 16 лет.

## Сюжет
Тридцатилетний врач скорой помощи Макс живёт с красавицей Коко, но крутит романы с другими девушками. Однажды он неправильно набирает номер телефона и слышит в трубке женский голос, сказавший ему «привет». Макс решает найти обладательницу этого голоса и ему это удается — в бильярдной он встречает Мари и влюбляется в неё. Девушка отвечает ему взаимностью. Вскоре после этого они попадают в автомобильную аварию, что ещё сильнее укрепляет их чувства.

## В ролях
| Актёр              | Роль           |
| ------------------ | -------------- |
| Хорст-Гюнтер Маркс | Макс           |
| Мирием Руссель     | Мари           |
| Соня Кирхбергер    | Коко           |
| Ханс Цишлер        | Курт           |
| Рольф Цахер        | доктор Штайнер |

## Награды и номинации
| Год  | Награда                     | Категория                                         | Результат |
| ---- | --------------------------- | ------------------------------------------------- | --------- |
| 2009 | Кинофестиваль Макса Офюльса | Лучший молодой актёр (получил Хорст-Гюнтер Маркс) | Победа    |